# بژوستکی
بژوستکی (به لهستانی:  Brzostki) یک روستا در لهستان است که در گمینا پینگنژنو واقع شده‌است.